# خط طول 70° غرب
خط طول 70° غرب هو أحد خطوط الطول الجغرافية، والتي تمتد من القطب الشمالي الجغرافي إلى القطب الجنوبي الجغرافي، وحسب التحويل الزمني يتأخر خط طول 70° غرب عن خط غرينتش بـ4 ساعات و40 دقيقة.

## من القطب إلى القطب
ينطلق خط طول 70° غرب من القطب الشمالي نحو القطب الجنوبي مرورا بالمناطق التي ترد في الجدول التالي:
| الإحداثيات                         | البلد أو الإقليم أو البحر | ملاحظات |
| ---------------------------------- | ------------------------- | --- |
| 90°0′N 70°0′W / 90.000°N 70.000°W  | المحيط المتجمد الشمالي    | |
| 83°7′N 70°0′W / 83.117°N 70.000°W  | كندا                      | نونافوت – جزيرة إليسمير |
| 80°14′N 70°0′W / 80.233°N 70.000°W | مضيق ناريس                | |
| 78°47′N 70°0′W / 78.783°N 70.000°W | جرينلاند                  | Mainland, Saunders Island وWolstenholme Island |
| 76°24′N 70°0′W / 76.400°N 70.000°W | خليج بافن                 | |
| 70°51′N 70°0′W / 70.850°N 70.000°W | كندا                      | نونافوت – بافن (جزيرة) |
| 62°45′N 70°0′W / 62.750°N 70.000°W | مضيق هدسون                | |
| 62°34′N 70°0′W / 62.567°N 70.000°W | كندا                      | نونافوت – High Bluff Island |
| 62°33′N 70°0′W / 62.550°N 70.000°W | مضيق هدسون                | |
| 61°1′N 70°0′W / 61.017°N 70.000°W  | كندا                      | نونافوت – Diana Island |
| 60°57′N 70°0′W / 60.950°N 70.000°W | Diana Bay                 | |
| 60°50′N 70°0′W / 60.833°N 70.000°W | كندا                      | كيبك |
| 47°42′N 70°0′W / 47.700°N 70.000°W | نهر سانت لورانس           | |
| 47°30′N 70°0′W / 47.500°N 70.000°W | كندا                      | كيبك |
| 46°40′N 70°0′W / 46.667°N 70.000°W | الولايات المتحدة          | مين |
| 43°43′N 70°0′W / 43.717°N 70.000°W | المحيط الأطلسي            | خليج مين |
| 41°58′N 70°0′W / 41.967°N 70.000°W | الولايات المتحدة          | ماساتشوستس – رأس كاد [لغات أخرى]‏ و Monomoy Island |
| 41°33′N 70°0′W / 41.550°N 70.000°W | المحيط الأطلسي            | Nantucket Sound |
| 41°19′N 70°0′W / 41.317°N 70.000°W | الولايات المتحدة          | ماساتشوستس – نانتوكيت |
| 41°14′N 70°0′W / 41.233°N 70.000°W | المحيط الأطلسي            | |
| 19°41′N 70°0′W / 19.683°N 70.000°W | جمهورية الدومينيكان       | جزيرة هيسبانيولا – مرورا بغرب سانتو دومينغو (في 18°29′N 69°54′W / 18.483°N 69.900°W) |
| 18°25′N 70°0′W / 18.417°N 70.000°W | البحر الكاريبي            | |
| 12°35′N 70°0′W / 12.583°N 70.000°W | أروبا                     | |
| 12°28′N 70°0′W / 12.467°N 70.000°W | البحر الكاريبي            | |
| 12°11′N 70°0′W / 12.183°N 70.000°W | فنزويلا                   | |
| 6°53′N 70°0′W / 6.883°N 70.000°W   | كولومبيا                  | |
| 0°34′N 70°0′W / 0.567°N 70.000°W   | البرازيل                  | الأمازون (ولاية) |
| 0°12′S 70°0′W / 0.200°S 70.000°W   | كولومبيا                  | |
| 4°10′S 70°0′W / 4.167°S 70.000°W   | بيرو                      | إقليم لوريتو – لحوالي 16 km |
| 4°19′S 70°0′W / 4.317°S 70.000°W   | البرازيل                  | الأمازون (ولاية) Acre – من 8°20′S 70°0′W / 8.333°S 70.000°W) |
| 10°58′S 70°0′W / 10.967°S 70.000°W | بيرو                      | إقليم مادر دي ديوس إقليم بونو – من 13°9′S 70°0′W / 13.150°S 70.000°W) إقليم تاكنا – من 17°7′S 70°0′W / 17.117°S 70.000°W) |
| 18°16′S 70°0′W / 18.267°S 70.000°W | تشيلي                     | |
| 29°19′S 70°0′W / 29.317°S 70.000°W | الأرجنتين                 | لحوالي 8 km |
| 29°24′S 70°0′W / 29.400°S 70.000°W | تشيلي                     | |
| 30°23′S 70°0′W / 30.383°S 70.000°W | الأرجنتين                 | |
| 32°52′S 70°0′W / 32.867°S 70.000°W | تشيلي                     | لحوالي 8 km |
| 32°56′S 70°0′W / 32.933°S 70.000°W | الأرجنتين                 | |
| 33°16′S 70°0′W / 33.267°S 70.000°W | تشيلي                     | |
| 34°17′S 70°0′W / 34.283°S 70.000°W | الأرجنتين                 | |
| 52°0′S 70°0′W / 52.000°S 70.000°W  | تشيلي                     | |
| 52°33′S 70°0′W / 52.550°S 70.000°W | مضيق ماجلان               | |
| 52°50′S 70°0′W / 52.833°S 70.000°W | تشيلي                     | الجزيرة الكبرى لأرض النار، Thompson Island، Waterman Island وHoste Island |
| 55°22′S 70°0′W / 55.367°S 70.000°W | المحيط الهادئ             | |
| 60°0′S 70°0′W / 60.000°S 70.000°W  | المحيط الجنوبي            | |
| 69°17′S 70°0′W / 69.283°S 70.000°W | القارة القطبية الجنوبية   | جزيرة ألكسندر و mainland – المطالب الإقليمية بالقارة القطبية الجنوبية by الأرجنتين (المقاطعة الأرجنتينية بالقارة القطبية الجنوبية), تشيلي (المقاطعة التشيلية بالقارة القطبية الجنوبية) و المملكة المتحدة (المقاطعة البريطانية بالقارة القطبية الجنوبية) |